# Bickigen-Schwanden

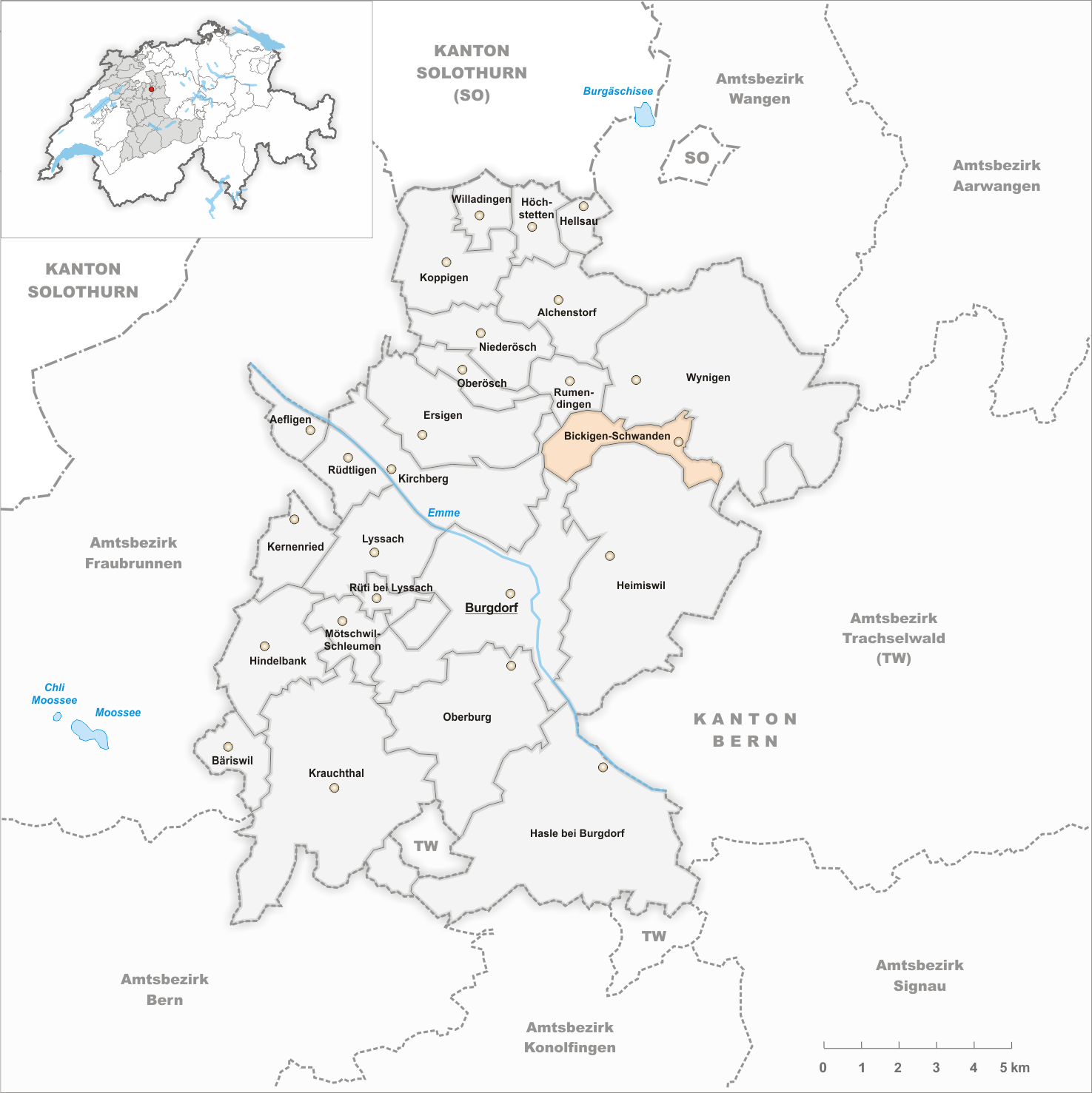
Gemeindestand vor der Fusion am 1. Januar 1911

Bickigen-Schwanden ist eine Ortschaft in der Gemeinde Wynigen im Verwaltungskreis Emmental des Kantons Bern in der Schweiz. Bis zum 31. Dezember 1910 war Bickigen-Schwanden eine eigene politische Gemeinde. Am 1. Januar 1911 fusionierte zur Gemeinde Wynigen.

## Geschichte
Das in der politischen Gemeinde Wynigen gelegene Gebiet von Bickigen (1261/63 Bicchingen) im Wyniger Trockental mit Schwanden in erhöhter Hügellage gehörte zum burgundischen Königshof und Kirchspiel Kirchberg, die 994 an das Kloster Selz im Elsass kamen. Im 13. und 14. Jahrhundert war Bickigen-Schwanden Teil des kyburgischen Amts Gutisberg. Die Stadt Burgdorf erwarb 1402 von Kyburg Niedergericht und Güter in Bickigen sowie das Bickigenmoos und unterstellte Bickigen später als Teil des Gerichts Heimiswil ihrer Vogtei Grasswil (hochgerichtlicher Teil der bernischen Landvogtei Schultheissenamt Burgdorf). Der Meierhof Bickigen (nach 1555 städtisch Lehenhof) erhielt 1482 Weide- und Holznutzungsrechte in den benachbarten Wäldern Burgdorfs, musste aber dessen Vieh auf der Bickigenweide dulden. 1550 war Bickigen «nit mer dann ein hoff», 1764 aber mit Schwanden auf 106 Einwohner angewachsen. 1688 bildeten Bickigen-Schwanden, Hofholz und bis 1704 Gutisberg eine Armensteuer-Gemeinde, 1832–1910 die politische Gemeinde Bickigen-Schwanden. Diese wurde 1911 (147 Einwohner) kirchlich und politisch mit Wynigen vereint. Die Unterstation Bickigen der BKW ist seit 1928 Knotenpunkt im schweizerisch-europäischen Verbundnetz.

## Infrastruktur
Beim Weiler Bickigen liegt eine im Versorgungsnetz der Schweiz wichtige Umspannstation, die von Swissgrid betrieben wird. Beim Unterwerk laufen die Gemmileitung zwischen Creux-de-Chippis und Laufenburg und mehrere andere Hochspannungsleitungen zusammen.

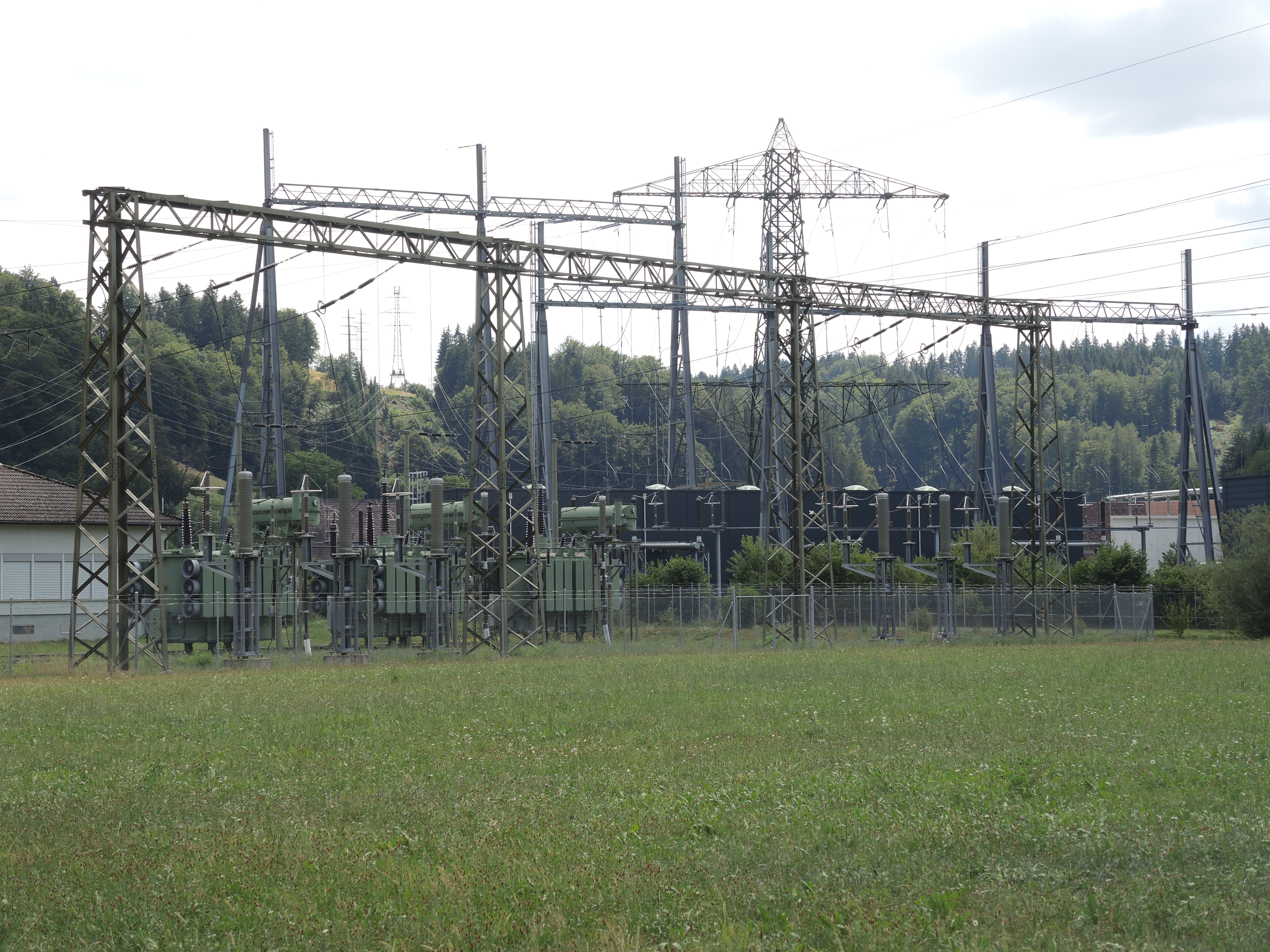
Unterwerk Bickigen, Teilansicht